# Spada di Cawood

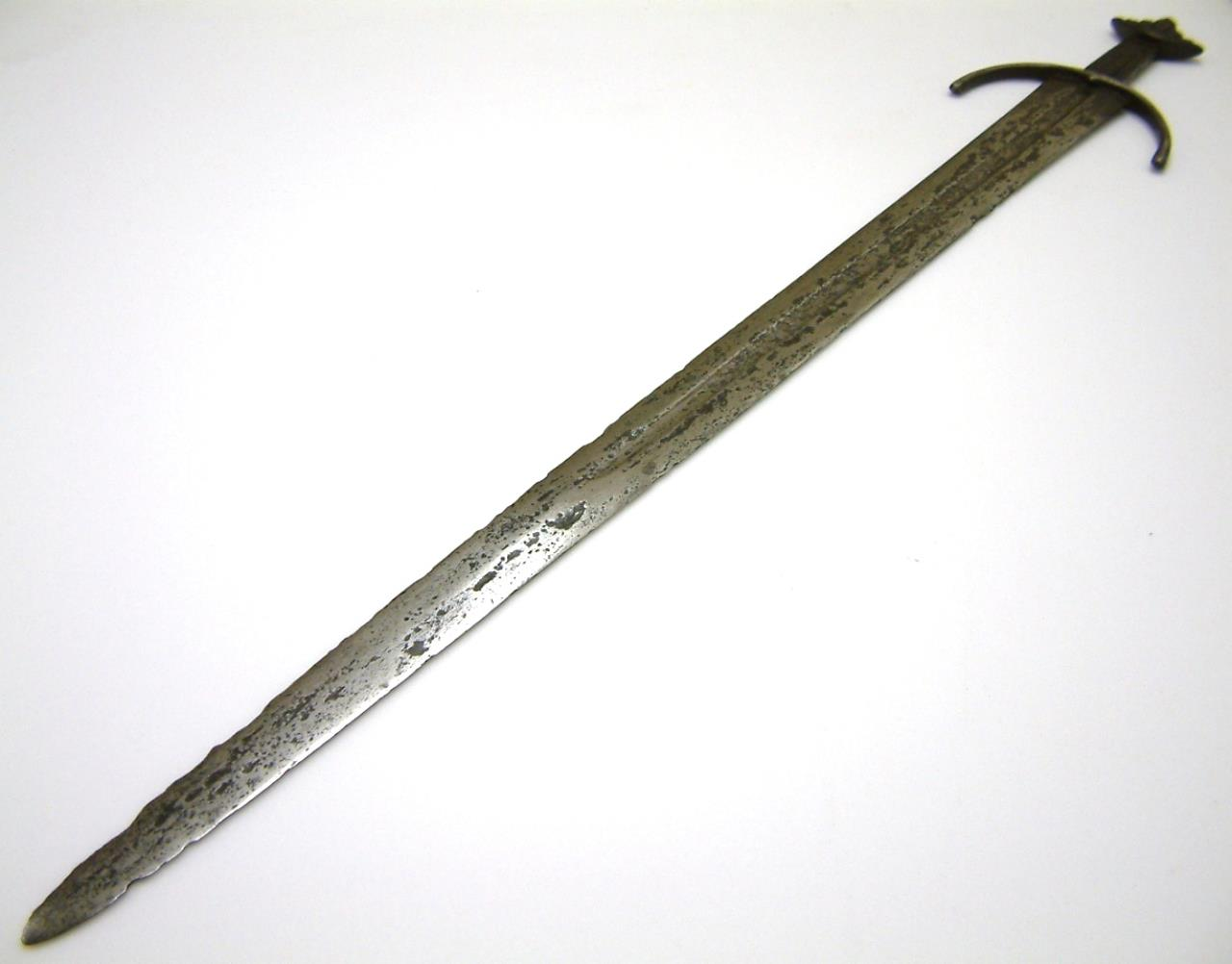
Spada di Carwood

La spada di Cawood è considerata "una delle migliori spade vichinghe mai scoperte". Ha circa 1000 anni ed è la quinta del suo genere mai scoperta, oltre che la meglio conservata.
La spada fu rinvenuta nel fiume Ouse, vicino a Cawood nel North Yorkshire, alla fine del XIX secolo. Fu esposta nella Torre di Londra fino agli anni cinquanta, e poi venduta ai privati. Fu acquistata nel dicembre 2007 dallo Yorkshire Museum di York, dove fu esposta per due settimane nel dicembre 2007 e gennaio 2008. Dopo i lavori di restauro fu rimessa a disposizione del pubblico nel museo.

## Datazione
La questione della datazione di queste spade è di grande importanza per la cronologia assoluta dello sviluppo della morfologia delle spade nell'Europa medievale. Nel 1964, Oakeshott affermò che, sebbene entrambe le spade fossero "da lungo tempo" ritenute risalenti alla fine dell'XI o all'inizio del XII secolo, come suggerito dal tipo di pomolo "spada vichinga" e dall'iscrizione runica sulla spada di Korsoygaden, non potevano in alcun modo essere antecedenti alla metà del XIII secolo a causa dello stile delle iscrizioni sulla spada di Cawood e perché il tipo di pomolo non era in realtà nello stile dell'"epoca vichinga", ma in una derivazione "tardiva" britannica delle forme di pomolo dell'epoca vichinga. Tuttavia, nel 1991, Oakeshott riconsiderò questa opinione basandosi sullo stile dell'iscrizione runica sulla spada di Korsoygaden. La datazione al XII secolo di entrambe le spade si basa su questo argomento. Questo, cioè l'evidenza combinata delle spade di Cawood e Korsoygaden, è di "estrema importanza" per la datazione delle spade e delle iscrizioni sulle lame dell'XI e XII secolo. Oakeshott (1991) presenta un gruppo di otto spade, alcune delle quali erano precedentemente datate intorno al 1300, che sulla base di stretti paralleli morfologici con queste spade devono essere riassegnate al periodo compreso tra circa 1000 e 1120. La datazione proposta da Oakeshott per la spada di Cawood è ora compresa tra circa il 1100 e il 1150. Ciò ha conseguenze per la datazione delle iscrizioni sulle lame delle spade medievali, poiché le iscrizioni sulla lama di Cawood sono molto tipiche delle iscrizioni "confuse" di gruppi di lettere sulle lame medievali alte (trascritte provvisoriamente come ✠NnRDIOnNnR✠ ⊕N［RSRDIGATON［I).